# 赤马港街道
赤马港街道，是中华人民共和国湖北省咸寧市赤壁市下辖的一个乡镇级行政单位。

## 行政区划
赤马港街道下辖以下地区：
营里社区、砂子岭社区、赤马港社区、河北街社区、四清村、劈精村、陆逊湖村、杨泗庙村、鲁庄村、周画岭村、莲花塘村、夏龙村、木田畈村、八蛇村和月山村。